# نيلو كاريتيرو
نيلو كاريتيرو (بالإسبانية: Nilo Carretero)‏ هو لاعب كرة قدم أرجنتيني، ولد في 27 فبراير 1986 في مدينة ترينكيو لايكيون في الأرجنتين. لعب مع سارمينتو دي خونين وكيلمس.

## وصلات خارجية
- نيلو كاريتيرو على موقع قاعدة بيانات كرة القدم.إي يو (الإنجليزية)
- نيلو كاريتيرو على موقع Soccerway.com (الإنجليزية)